# Bolesław Szatański
Bolesław Szatański, także Jonas-Szatański (ur. 25 kwietnia 1905 w Baligrodzie, zm. 28 września 1978 w Warszawie) – inżynier mechanik, konstruktor aparatury chemicznej, jeden z ojców normalizacji w powojennym polskim przemyśle chemicznym.

## Życiorys
Pierwsze czterdzieści lat życia Bolesława Szatańskiego były nierozerwalnie związane ze Lwowem. Tu uczęszczał do szkół, aktywnie uczestniczył w Obronie Lwowa w 1918/19, tu studiował i uzyskał w 1937 roku dyplom inżyniera na Wydziale Mechaniki Politechniki Lwowskiej. W latach 1937–39 pracował na stanowisku konstruktora w Państwowej Fabryce Związków Azotowych w Mościcach. Do lipca 1944 pozostawał we Lwowie. W obliczu zbliżającej się ofensywy Armii Czerwonej przeniósł się wraz z żoną do Warszawy. Po upadku powstania trafił do Gliwic, gdzie w latach 1945-50 pracował jako kierownik biura konstrukcyjnego a następnie jako generalny projektant w Przedsiębiorstwie Konstrukcji Aparatury Chemicznej PEKACHEM. Pod kierunkiem dyrektora Biura, prof. Tadeusza Hoblera, zaprojektował m.in. linie technologiczne dla zakładów azotowych w Tarnowie-Mościcach, Chorzowie, Jaworznie, Dworach k/Oświęcimia i Kędzierzynie. Znajdujemy wśród nich m.in.: instalacje konwersji CO, centrale chłodnicze, instalacje do półspalania metanu, ekstrakcji olejków eterycznych, produkcji tetrylu i pentrytu, wykraplania tlenków azotu i rektyfikacji chlorobenzenu. Podczas czerwcowego referendum 1946, próba zapewnienia bezstronności prac komisji wyborczej, której był bezpartyjnym członkiem, zakończyła się krótkotrwałym uwięzieniem. Od 1950 roku był zatrudniony w Biurze Projektów Przemysłu Organicznego PROERG w Warszawie kolejno na stanowisku głównego projektanta, głównego specjalisty-mechanika, a następnie kierownika Działu Normalizacji. Pod koniec lat pięćdziesiątych, mimo namów ze strony prof. Stanisława Bretsznajdera, odrzucił propozycję profesury na Wydziale Chemii Politechniki Warszawskiej, by poświęcić się bez reszty problematyce normalizacji aparatury chemicznej, stając się jednym z największych specjalistów w tej dziedzinie, nie tylko w skali krajowej ale i europejskiej.
Przez blisko trzydzieści lat swoją pracę projektową Bolesław Szatański łączył z działalnością w Stowarzyszeniu Inżynierów i Techników Przemysłu Chemicznego, Naczelnej Organizacji Technicznej i Polskim Komitecie Normalizacyjnym. W roli przewodniczącego Komisji Normalizacji Aparatury Chemicznej regularnie reprezentował Polskę na forum międzynarodowym (Austria, Czechosłowacja, NRD, RFN, Wȩgry, ZSRR). Uczestniczył także w pracach komisji ds. normatywów projektowania przy Ministerstwach: Przemysłu Chemicznego oraz Górnictwa i Energetyki. W latach 1953–78 współredagował miesięcznik “Przemysł Chemiczny”, będąc członkiem kolegium redakcyjnego. Równocześnie zaspokajał swoją pasję racjonalizatorską jako autor bądź współautor licznych patentów, zastosowanych z powodzeniem w przemyśle chemicznym.

## Przygoda z muzyką
Kilkuletni staż (także w charakterze solisty) w Lwowskim Chórze Technickim, uczestnictwo w przedstawieniach studenckiego teatrzyku "Nasze Oczko" i w audycjach "Wesołej Lwowskiej Fali" zaowocowały pojawieniem się Bolesława Szatańskiego w pierwszym, oryginalnym składzie Chóru Eryana, popularnego przed wojną lwowskiego zespołu rewelersów.
W ciągu następnych kilku lat uczestniczył w blisko 1000 koncertów chóru, 250 audycjach radiowych i z górą 100 nagraniach dla wytwórni płytowych Columbia Records, Syrena-Electro i Odeon.
Okładka wydanej w latach siedemdziesiątych płyty

Pronitu z największymi przebojami "Chóru Eryana"

W środku: założyciel i lider zespołu, Jan Ernst

Bolesław Szatański: pierwszy z prawej

## Ważniejsze publikacje
- Zasady projektowania naczyń odpornych na ciśnienie zewnętrzne. „Przemysł Chemiczny”, Nr 4, 1952.brak numeru strony
- O tzw. naczyniach "bezciśnieniowych". „Wiadomości PKN”, Nr 7, 1953.brak numeru strony
- Normalizacja a oszczędność w budowie aparatury chemicznej. „Wiadomości PKN”, Nr 9, 1953.brak numeru strony
- Możliwości zmniejszenia zużycia materiałów hutniczych do budowy aparatury chemicznej. „Przemysł Chemiczny”. 6, 1953.brak numeru strony
- Zasady projektowania naczyń odpornych na ciśnienie zewnętrzne. „Wybrane zagadnienia inżynierii chemicznej”, s. 127-194, 1953. Warszawa: Państwowe Wydawnictwo Techniczne.
- Zasady projektowania naczyń ciśnieniowych. „Wybrane zagadnienia inżynierii chemicznej”, Państwowe Wydawnictwo Techniczne, Warszawa, 1953.brak numeru strony
- Projekt rewizji normy PN/C-60016. Aparaty chemiczne. Nominalne średnice, objętości i długości. „Wybrane zagadnienia inżynierii chemicznej”, Państwowe Wydawnictwo Techniczne, Warszawa, 1953.brak numeru strony
- O pojęciu "ciśnienie nominalne". „Wiadomości PKN”, Nr 7, 1954.brak numeru strony
- W sprawie niejasności w polskich normach. „Wiadomości PKN”, Nr 7, 1954.brak numeru strony
- W sprawie nowych zasad normalizacji kołnierzy rurociągów. „Wiadomości PKN”, Nr 11, 1954.brak numeru strony
- Normalizacja aparatury chemicznej. „Kalendarz Chemiczny”, s. 1003-1150, Państwowe Wydawnictwo Chemiczne, Warszawa, 1954.
- Schematy chemicznych procesów technologicznych. „Przemysł Chemiczny”, Nr 4, 1955.brak numeru strony
- Hostalen, Supralen i Asplit P i ich zastosowanie. „Przemysł Chemiczny”, Nr 11, 1958.brak numeru strony
- Poland can export complete chemical plant. „Specjalny Zeszyt Przemysłu Chemicznego”, 1959.brak numeru strony
- Uwagi o normalizacji aparatury chemicznej w Polsce. „Normalizacja”, Nr 2, 1960.brak numeru strony
- Normalizacja aparatury chemicznej jako narzędzie postępu technicznego. „Przemysł Chemiczny”, Nr 7, 1960.brak numeru strony
- Branżowy Centralny Ośrodek Aparatury Chemicznej. „Przemysł Chemiczny”, Nr 3, 1962.brak numeru strony
- Nowe podstawy normalizacji płaszczowo-rurowych wymienników ciepła. „Przemysł Chemiczny”, Nr 4, 1962.brak numeru strony
- O działalności normalizacyjnej w zakresie aparatury chemicznej. „Aparatura Chemiczna”, Nr 1, 1962.brak numeru strony
- Ograniczenie liczby średnic rur stalowych na tle zaleceń ISO i RWPG. „Normalizacja”, Nr 6, 1963.brak numeru strony
- Dobór znormalizowanego wymiennika ciepła. „Przemysł Chemiczny”, Nr 6, 1964.brak numeru strony
- Poliparametryczne ujęcie stosowalności elementów naczyń ciśnieniowych pracujących w podwyższonych temperaturach. „Normalizacja”, Nr 4, 1966.brak numeru strony
- Wykaz norm branżowych grupy 22: Aparatura chemiczna. „Przemysł Chemiczny”, Nr 5, 1967.brak numeru strony
- Problemy normalizacji i typizacji wymienników ciepła w Polsce i krajach stowarzyszonych w RWPG. „Aparatura Chemiczna”, Nr 4, 1969.brak numeru strony
- Aktualny stan i perspektywy normalizacji aparatów typu kolumnowego. „Inżynieria i aparatura chemiczna”, Nr 5-6, 1970.brak numeru strony
- Specjalizacja, normalizacja i typizacja w budowie aparatury chemicznej. „Przemysł Chemiczny”, Nr 7, 1971.brak numeru strony

## Recenzje książek
- H.Titze: Elemente des Apparate Baues. „Przemysł Chemiczny”, Nr 7, 1968.brak numeru strony
- P.D.Lebiediew: Wymienniki ciepła, urządzenia suszarnicze i chłodnicze. „Przemysł Chemiczny”, Nr 9, 1968.brak numeru strony
- J.Danckaert: L'isolation thermique industrielle. „Przemysł Chemiczny”, Nr 1, 1970.brak numeru strony
- A.Kubasiewicz, R.Koch, R.Kubisa, H.Firewicz: Najnowsze rozwiązania konstrukcyjne w budowie aparatury chemicznej 1967/1968. „Przemysł Chemiczny”, Nr 11, 1970.brak numeru strony
- praca zbiorowa: Najnowsze rozwiązania konstrukcyjne w budowie aparatury chemicznej 1969/1970. „Przemysł Chemiczny”, Nr 4, 1972.brak numeru strony

## Wnioski patentowe
- Wiadomości Urzędu Patentowego Nr 1. „Wydawnictwo Urzędu Patentowego PRL”, s. 27, styczeń/luty 1971.[7][8]
- Biuletyn Urzędu Patentowego Nr 11. „Wydawnictwo Urzędu Patentowego PRL”, 1973.brak numeru strony
- Biuletyn Urzędu Patentowego Nr 18. „Wydawnictwo Urzędu Patentowego PRL”, s. 100, 1973.[9]
- Wiadomości Urzędu Patentowego Nr 3. „Wydawnictwo Urzędu Patentowego PRL”, s. 31, maj/czerwiec 1974.[10]
- Wiadomości Urzędu Patentowego Nr 6. „Wydawnictwo Urzędu Patentowego PRL”, s. 362, listopad/grudzień 1974.

## Odznaczenia
- Krzyż Kawalerski Orderu Odrodzenia Polski
- Złoty Krzyż Zasługi